# Manuscrit de Huarochirí

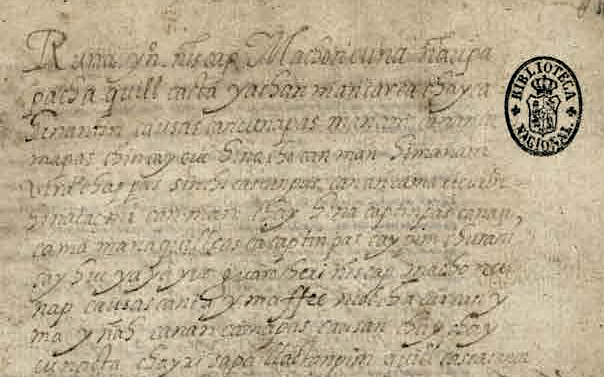
Introducció del manuscrit: “Si els indis de l'antiguitat haguessen sabut escriure, la vida de tots ells, arreu, no s'hauria perdut” (segons Arguedas, 1966)

El Manuscrit de Huarochirí (anomenat també Runa Yndio Ñiscap) és un text escrit en quítxua de començaments del segle xvii  que descriu els mites i creences de les cultures que habitaven l'àrea que pertany a la província de Huarochirí, a Lima, Perú. Va ser escrit a la primeria del segle xvii en el context de la campanya d'extirpació d'idolatries dirigida pel prevere Francisco de Ávila.
Els personatges que es descriuen en el text són, sobretot, déus o huaca (muntanyes que tenen l'esperit d'un déu) com ara Pariacaca i Huallallo Carhuincho.
El text és una relíquia transcendental de la literatura quítxua de començaments del virregnat sota domini dels colons espanyols, per la seua única i detallada narració de les creences llegendàries de l'àrea.

## Història del document
Es desconeix el nom de l'autor, però el document fou gravat i anotat a inicis del segle xvii en el context de la campanya de l'erradicació de les creences paganes efectuada pel clergue peruà Francisco de Ávila. Per tant, des d'una perspectiva antropològica, es considera irònic que el manuscrit ara conserve aquestes creences, tot i que sense altres artefactes per a proporcionar-hi context; això configura un clar indici d'absència de fanatisme per part dels missioners, que esperaven dels aborígens la sincera l'abjuració dels cultes pagans i la conversió al cristianisme. Durant segles, el manuscrit fou oblidat i arxivat amb altres documents d'Ávila. L'única còpia coneguda, la va trobar a la fi del segle xix Marcos Jiménez de la Espada a la Biblioteca Nacional de Madrid.

### Edicions bilingües
L'etnòleg alemany Hermann Trimborn traduí el text a l'alemany i en publicà una edició bilingüe l'any 1939. La major part en fou destruïda durant la Segona Guerra Mundial. El 1967 en publicà una edició ampliada i reelaborada en col·laboració amb Antje Kelm.
El 1966, l'escriptor i antropòleg peruà José María Arguedas traduí el text a l'espanyol per primera volta i en publicà una primera edició bilingüe en quítxua i espanyol.
El 1987 el lingüista francés Gerald Taylor va publicar-ne una nova edició bilingüe quítxua-espanyol amb el títol Ritus i tradicions de Huarochirí del segle XVI editat per l'Institut Francés d'Estudis Andins i l'Institut d'Estudis Peruans. Aquesta edició era fruit de dènou anys de treball i Frank Solomon la considerà de major utilitat pel rigor i simplicitat.

## Contingut
El manuscrit conté 31 capítols.

### Capítol 1

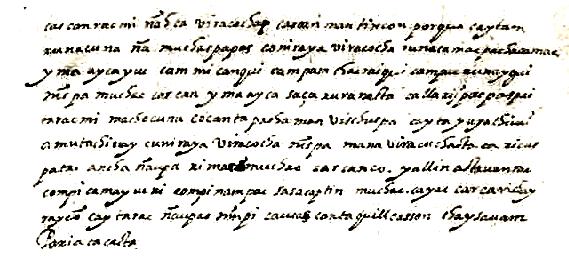
Final del capítol 1 del manuscrit: “Coniraya Viracocha runacamac pachacamac yma aycayuc cammi canqui campam chacraiqui campac runayqui” (“Cuniraya Viracocha, faedor de l'ésser humà, faedor del món, tens quant és possible tenir, teues són les xacres, teu és l'ésser humà”, segons Arguedas 1966)

El primer capítol registra la seqüència de les principals huaca. Aquestes huaca lluitarien per aquest títol, i això els permeté transmetre força vital als humans. Les primeres huaca esmentades són les antigues Yanañamca i Tutañamca, de les quals se sap poc. Foren enderrocades per Huallallo Carhuincho, que fou el primer a transmetre força vital als humans. En aqueixa època, la zona tenia lloros vermells i grocs, la collita podia realitzar-se cinc dies després de la sembra i la gent retornava a la vida cinc dies després de morir. Aquesta reencarnació significava que la població cresqué ràpidament i la gent hagué d'emigrar a les muntanyes per a trobar un lloc on viure. Huallallo només permetia dos xiquets per família, un dels quals es menjaria.
Huallallo fou deposat pels Pariacaca i bandejat a la regió dels Antis juntament amb els seus lloros. Quasi tota la resta del manuscrit tracta sobre la vida de Pariacaca. Fou el principal huaca quan els inques van arribar per primera volta a la regió.
Els inques també hi introduïren altres huaca, una de les quals, Coniraya Huiracocha, també s'esmenta en el primer capítol del manuscrit. La seua figura era fruit de la combinació d'una huaca local, Coniraya, i Huiracocha, que era el déu creador inca, àmpliament conegut però no pas universalment venerat. Aquest sincretisme permeté als inques expandir la seua influència. Més endavant en el manuscrit, s'argumenta que, com que Huiracocha era el déu creador, ha de ser pare de Pariacaca.

### Capítol 2

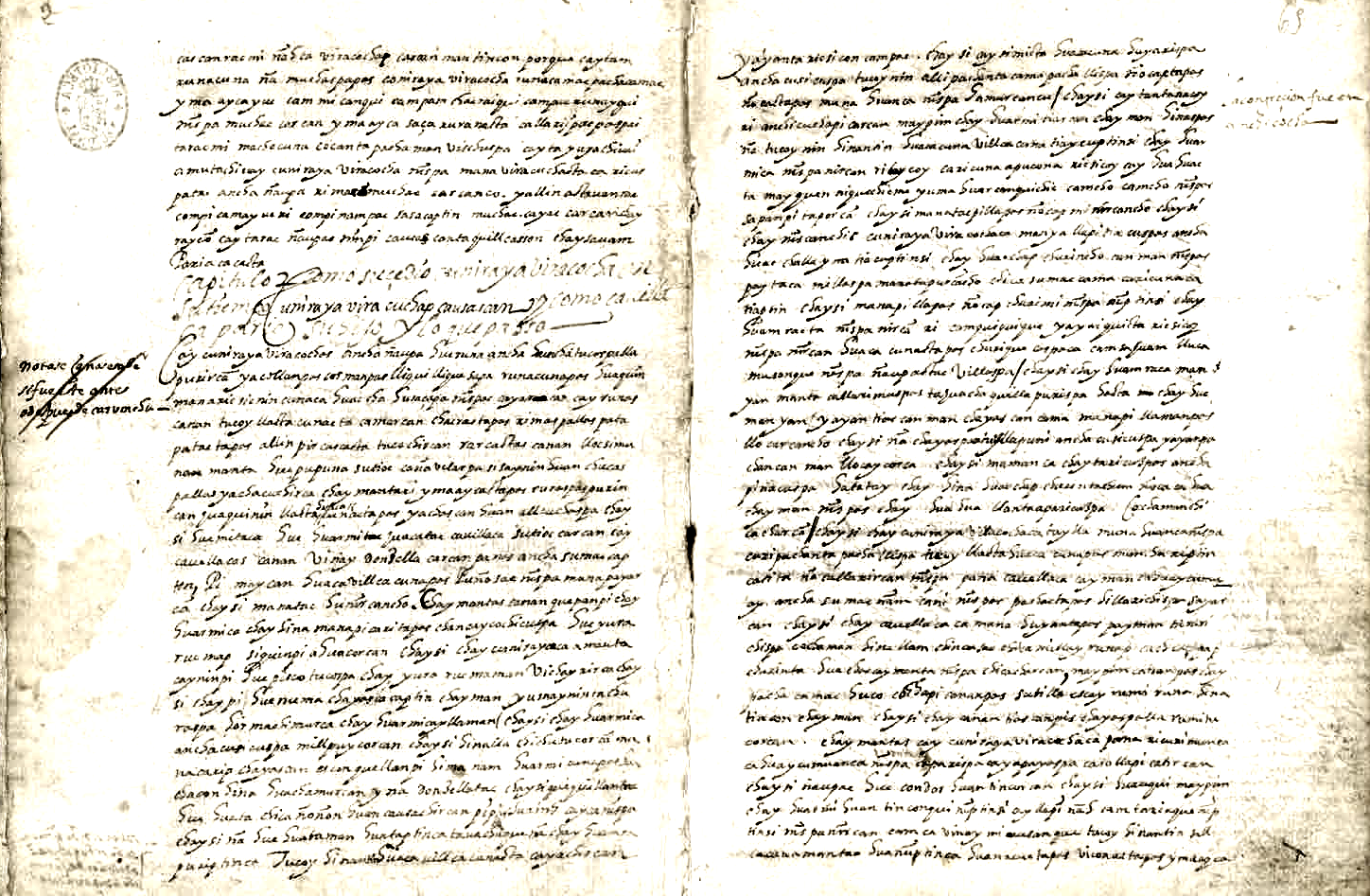
Capítol 2 del manuscrit (Cuniraya vira cochap causascan - la vida de Coniraya Viracocha)

Aquest capítol presenta temes de moltes mitologies: déus omnipotents i verges embarassades. Comença amb un Coniraya itinerant disfressat de captaire. Impulsat pel menyspreu d'altres huaca per la seua aparença, miraculosament llaura els camps i construeix andanes amb sols parlar, i cava séquies amb el raspall d'una flor de canya. Això humilia les altres huaca.
Un dia es troba amb Cahuillaca, una bella verge. Aquella jove fou desitjada per totes les huaca, els oferiments de les quals ella mateixa va rebutjar. Un dia, Cahuillaca es trobava teixint sota un arbre de lúcuma. El sagaç Coniraya, que se'n trobava a prop, es transformà en ocell i inseminà un fruit madur de l'arbre, que deixà caure al costat de Cahuillaca. Ella menjà la fruita i quedà embarassada. Quan va nàixer el nadó, un xiquet, i va començar a gatejar, Cahuillaca aplegà les huaca per a preguntar qui n'era el pare. Cap se n'oferí de voluntari i es va passar per alt a Coniraya disfressat. Cahuillaca va permetre que el xiquet gatejàs lliurement, pensant que aquest reconeixeria son pare, i es va dirigir cap a Coniraya. Cahuillaca estava consternada per haver donat a llum el fill d'un home aparentment humil. Agafà el xiquet i va fugir en direcció a l'oceà. Coniraya va revelar el seu veritable jo, il·luminant la terra, però Cahuillaca, d'esquena, no se n'adonà.
Coniraya començà a perseguir Cahuillaca, i parlà amb diversos animals. Va beneir els que donaven ànim i maleí els que no el secundaven: el còndor fou beneït per menjar-se els animals morts i matar als que se'l menjaven; la guineu femella fou maleïda per caminar de nit, odiosa i pestilent; el puma fou beneït per menjar-se les flames dels humans i ser honorat amb festivitats i sacrificis si el mataven; el falcó va tenir la sort d'alimentar-se de colibrís i de ser plorat i ofert en sacrificis si el mataven; el lloro fou maleït a haver de xisclar constantment.
Finalment Coniraya arriba a la costa, a prop del temple de Pachacamac, però ni Cahuillaca ni el seu fill hi són; s'havien convertit en dues illes, que romanen fins hui. Se'n considera un excel·lent destí. Coniraya se n'anà al temple, en què eren dues de les seues filles, custodiades per una serp mentre sa mare visitava les noves illes. Coniraya, enutjat perquè la mare estava visitant les illes que havien escapat del seu abast, viola la seua filla major i tracta de violar-ne la menor, però ella s'escapoleix transformant-se en colom i fugint. Coniraya després pobla un llac local amb el primer peix, que deixa anar a l'oceà.
Quan la mare hi torna i les filles li expliquen la violació, comença a perseguir a Coniraya. Ella li diu que volia llevar-li les puces, amb l'esperança d'enganyar-lo i colpejar-lo amb un roc. Coniraya se n'adona de l'estratagema i se'n va amb el pretext d'anar al bany, i se'n fuig cap a altres terres.

### Capítol 3
Els capítols 3 i 4 narren històries dels humans més antics, d'abans de l'època de Pariacaca. Inclouen temes familiars per als catòlics que van elaborar aquest manuscrit: sobreviure al gran diluvi, com en la història de l'arca de Noé, i un període de foscor, com el que hi hagué després de la mort de Jesús.
En el capítol 3, tots els animals tenen el pressentiment que l'oceà es desbordaria, per la qual cosa comencen a migrar a altituds més elevades. El personatge central n'és una llama, que no pogué migrar perquè estava sent conduïda pel seu amo. La llama, preocupada, es negava a menjar, malgrat les bones pastures. L'amo, frustrat, li va llançar una panotxa sense llavors (coronta) de choclo i li va ordenar que en menjàs. De sobte, la llama, enutjada, obté el do de la parla i li explica que el món s'acabaria en cinc dies. Li ordena a l'amo que empaquete menjar per a cinc dies i el dugués al pujol Huillcacoto.
Tan aviat com arribaren a la muntanya, en què tots els animals s'havien aplegat, l'oceà va inundar la Terra, i ho submergí tot menys el pic de Huillcacoto. El cim d'aquesta muntanya albergà tants animals que van deixar molt poc d'espai per a la guineu. Arran d'això, la cua de la guineu es va submergir en l'aigua, i això explica per què és negra. Tots els altres humans moriren per la inundació. (No s'esmenta si alguna dona també hi va sobreviure). Després de cinc dies, l'aigua va disminuir i els animals es dispersaren i repoblaren la Terra.

### Capítol 4
El quart capítol comença amb la "mort" del Sol. Foren cinc dies de foscor total. Les roques començaren a moure's i a entrexocar. Fins i tot els batans i els morters cobraren vida i van consumir als humans. Les flames perseguien als humans. La rebel·lió d'animals i objectes és també un tema de la iconografia moche, que antecedeix al manuscrit en un mil·lenni.

### Capítol 5
Aquest capítol explica el naixement de Pariacaca. Abans del seu naixement, el món estava consumit pel caos i el conflicte, i la gent vivia sota dirigents enganyosos. Tantañamca va fingir ser una huaca sàvia per a guanyar poder i béns. Vivia en una casa coberta per ales de lloro i era l'amo de llames blaves, roges i grogues. Tanmateix, va emmalaltir. Va succeir que un home pobre, Huatiacuri, va passar pel camí de l'oceà. Anava cap a la muntanya Condorcoto per a presenciar el naixement de son pare Pariacaca (un concepte estrany, no explicat en el text). Mentre Huatiacuri descansava, escoltà una conversa entre dues guineus, una de les muntanyes i l'altra de la costa. Es va assabentar de la malaltia incurable de la falsa huaca. La guineu muntanyenca li revelà l'estranya causa de la malaltia de Tantañamca: a sa casa, un gra de dacsa isqué volant d'una olla i tocà la vulva de la seua esposa. L'esposa, sense adonar-se'n, va passar a donar-li dacsa a un altre home. Aquest "adulteri indirecte" dugué una plaga a la casa: serps vivint al sostre i un gripau de dos caps vivint sota el batan, tots dos xuclant l'energia de Tantañamca.
Amb aquesta informació, Huatiacuri s'acostà a la casa i va preguntar si algú dins tenia alguna malaltia que necessitàs capellà. La filla menor de Tantañamca, Chaupiñamca, li explicà la malaltia de son pare, i ell li digué que li curaria, però només si ella accedia a ser la seua parella. Ella li va transmetre aquesta informació al pare, que va acceptar l'oferta, malgrat els seus assessors, que es burlaven del modest Huatiacuri. L'oferta, i la seua acceptació, va enfurir l'espòs de la filla major de Tantañamca, que no volia que un pobre s'unís a la família. Tanmateix, Huatiacuri els va explicar sobre les serps i el gripau, i com havien estat portats per la "infidelitat" de l'esposa de Tantañamca. L'esposa ho va negar fins que Huatiacuri li va explicar la circumstància del gra de dacsa, que ella recordava. Tantañamca ordenà que es destruís la casa i es matassen les serps. Mentre aixecaven el batan, el gripau de dos caps volà cap a una font, que es diu que fa desaparèixer les persones. (L'autor del manuscrit va assenyalar que s'hauria d'intentar trobar la ubicació d'aquesta deu).
Després, Huatiacuri va renyar a Tantañamca per fingir ser una huaca i tractà de convéncer-lo que acceptàs Pariacaca. Naturalment, Huatiacuri recordà aleshores l'objectiu del seu viatge — ser testimoni del naixement de Pariacaca — i va reprendre apressadament el viatge, ara acompanyat de Chaupiñamca. En acabant, trobaren Pariacaca, sota la forma de cinc ous.
Després, Huatiacuri i Chaupiñamca dormiren junts, i això va disgustar encara més l'espòs de la germana de Chaupiñamca. Començà a formular un pla per a desfer-se de Huatiacuri; per a fer que caigués en desgràcia.

## Literatura / Edicions
- Hermann Trimborn: Dimonis i màgia en l'Imperi inca. Fonts i recerques sobre la història de l'etnologia, Leipzig, 1939.
- Hermann Trimborn, Antje Kelm: Déus i cultes en Huarochirí. Obres de la font sobre la història antiga dels Estats Units registrada en les llengües dels nadius, volum 8. Verlag Mann, 1967.
- José María Arguedas: Déus i homes de Huarochirí (1966). Text quítxua amb traducció a l'espanyol.
- Huarochirí - Una societat andina sota el domini inca i espanyol. Autor: Karen Spalding (1984)
- Gérald Taylor: Ritus i tradicions de Huarochirí. (1995)
- Frank Salomon, George L. Urioste: Manuscrit de Huarochirí: un testament de la religió andina antiga i colonial (1991). [Original en quítxua i traducció a l'anglés de Frank Salomon i George L. Urioste]
- Miguel Gil Castro: Cinc dies en Huarochirí. (2022). Poemari que reescriu els mites centrals del Manuscrit. Publicat pel segell Edicions Copé.